# Jeep Patriot
Jeep Patriot (MK74) — компактний кросовер представлений на початку 2007 року компанією Jeep корпорації Chrysler. 

## Опис

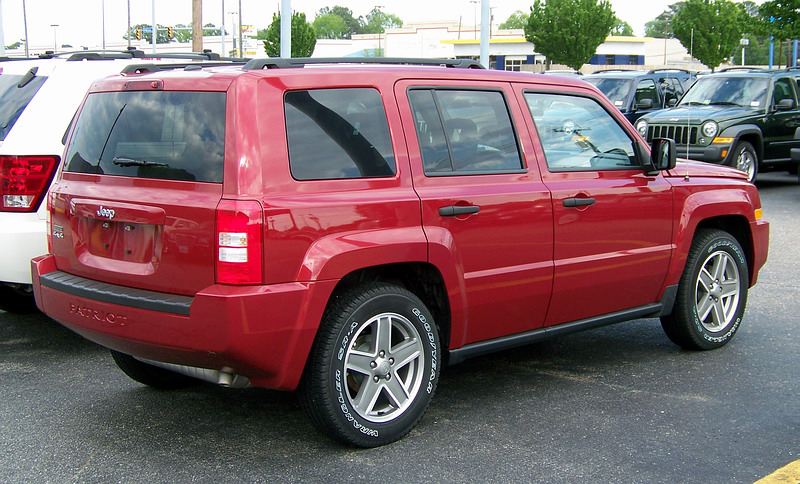
Jeep Patriot (2007-2010)

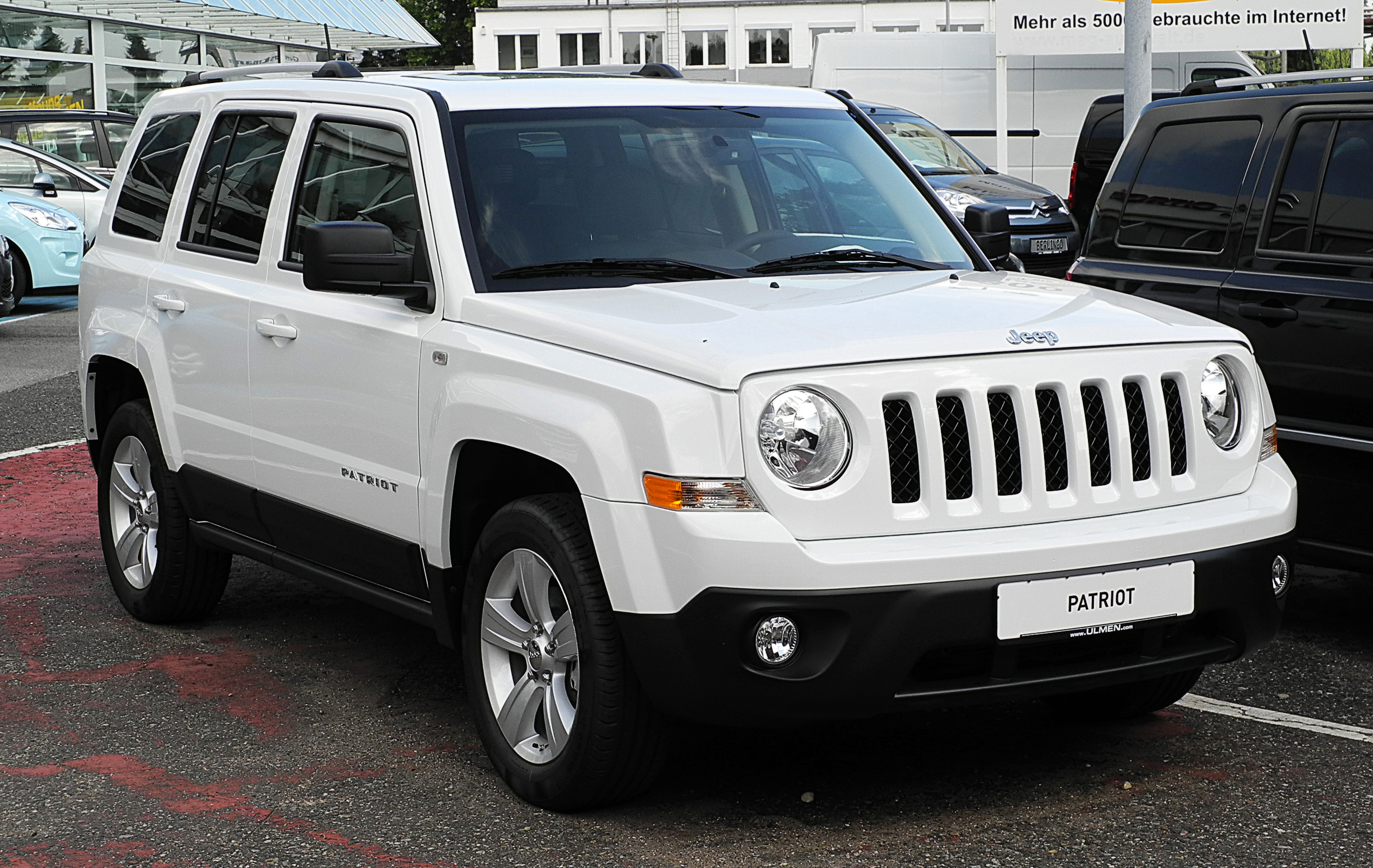
Jeep Patriot (з 2010)

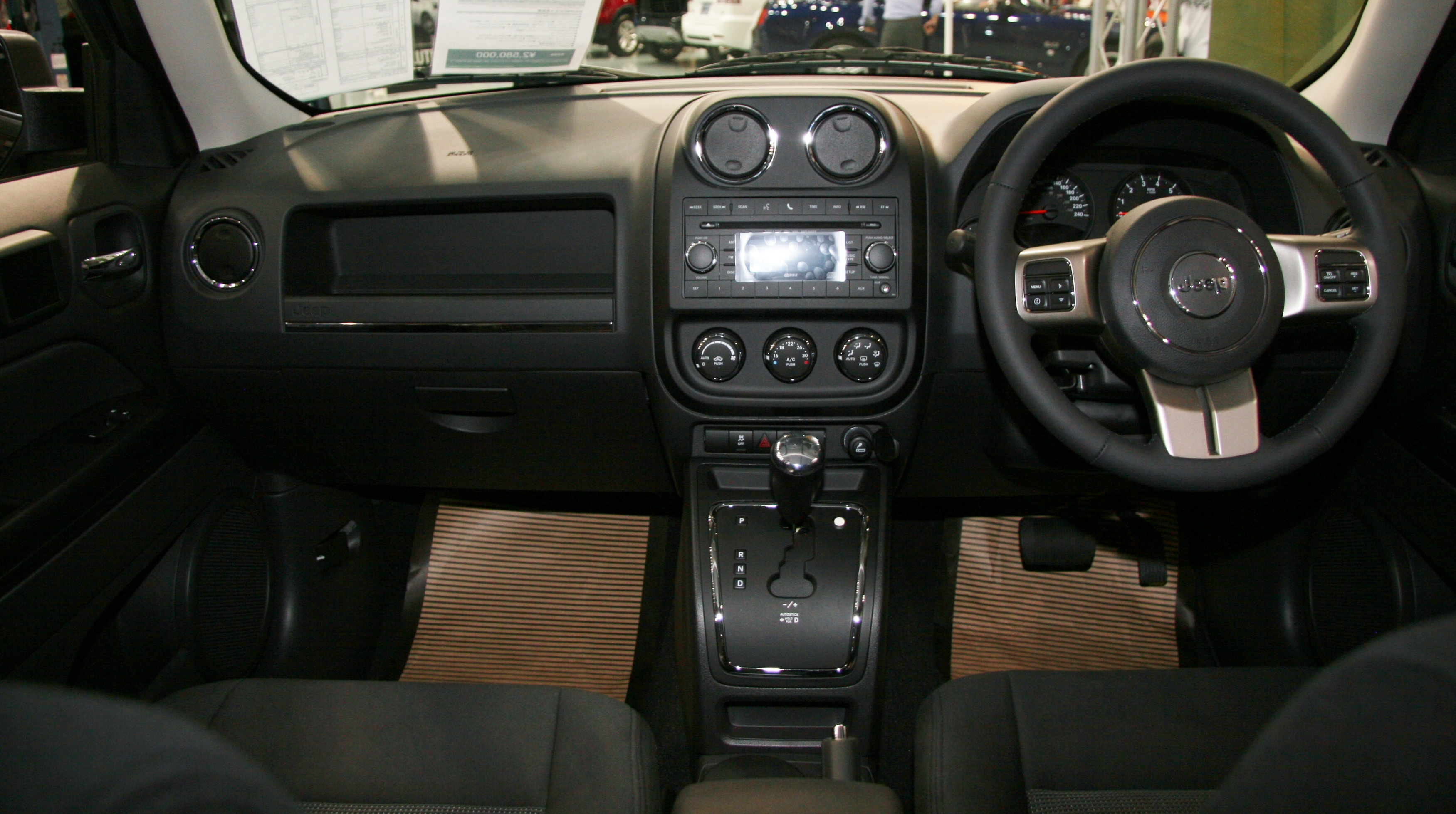

Patriot дебютував публічно в квітні 2006 року на Нью-Йоркському автосалоні і займає в лінійці Jeep положення між Jeep Compass і Jeep Cherokee. Він є найменш дорогим позашляховиком в Північній Америці і одним з найдешевших позашляховиків-кросоверів теперішнього часу. Compass і Patriot засновані на платформі Mitsubishi GS, яка у Chrysler має назву Chrysler PM/MK.
У 2011 році автомобіль модернізували.
Стандартна комплектація автомобіля включає: круїз-контроль, 4 динаміка, аудіосистему з підтримкою AM / FM / CD, супутникове радіо SiriusXM, систему «Вільні руки», передні сидіння з підігрівом, безключовий доступ і автоматичні фари. Додаткові комплектуючі представлені: електропривідними вікнами, кондиціонером, шкіряною обшивкою керма, 17-дюймовими колесами, 6,5-дюймовим екраном інформаційно-розважальної системи і супутникової навігації, електроприводним люком на даху, камерою заднього виду і шкіряним інтер'єром.  Для Jeep Patriot доступно два 4-циліндрових двигуна і 3 варіанти КП. Стандартним вважається 2,0-літровий мотор, але також є можливість оснастити автомобіль 2,4-літровим силовим агрегатом. Базовою вважається 5-ступінчаста механічна коробка передач, а як опція виступають 6-ступінчаста автоматична і механічна КП.
У 2016 році його замінив Compass другого покоління.

## Двигуни
Бензинові
- 2.0 л World Р4 156 к.с.
- 2.4 л World Р4 170 к.с. (з 2008)

Дизельні
- 2.0 л VW EA188 Р4 140 к.с. (2008-2011)
- 2.2 л OM651 Р4 163 к.с. (з 2011)

## Продажі
| Календарний рік | США     | Канада | Інші   | Всього  |
| --------------- | ------- | ------ | ------ | ------- |
| 2007            | 40,434  | 9,629  |        |         |
| 2008            | 55,654  | 13,836 |        |         |
| 2009            | 31,432  | 7,998  |        |         |
| 2010            | 38,620  | 10,753 |        |         |
| 2011            | 54,647  | 8,421  |        |         |
| 2012            | 62,110  | 6,667  |        |         |
| 2013            | 75,797  | 5,372  | 22,408 | 103,577 |
| 2014            | 93,462  | 5,959  | 22,966 | 122,387 |
| 2015            | 118,464 | 9,372  | 15,167 | 143,003 |